# Schausiella toulgoeti
Schausiella toulgoeti är en fjärilsart som beskrevs av Lemaire 1969. Schausiella toulgoeti ingår i släktet Schausiella och familjen påfågelsspinnare. Inga underarter finns listade.